# Formația „Phoenix” (casetă audio)
Formația „Phoenix” este o compilație editată de casa de discuri Electrecord în anul 1975 exclusiv pe suport casetă audio, reprezentând prima casetă audio cu melodii din repertoriul grupului Phoenix și singura apărută înainte ca muzicienii să părăsească România, în 1977. Materialul discografic de față este alcătuit din piese transpuse de pe discurile de vinil realizate de formație în anii 1970: LP-urile Cei ce ne-au dat nume, Mugur de fluier și Cantofabule, respectiv EP-ul Meșterul Manole. Pe coperta casetei, într-o fotografie medalion, apar: Nicolae Covaci, Valeriu Sepi, Mircea Baniciu, Josef Kappl și Costin Petrescu.
Materialul a fost remasterizat de către colecționarul de discuri Remus Miron (Lektronikumuz) din Brașov, fiind publicat în august 2020, sub numele Phoenix Remastered Tape, tot pe casetă audio, într-o ediție limitată de 75 de exemplare numerotate. Apărută sub egida DJs Techno Conference (DTC), caseta conține trei piese suplimentare față de materialul original, cel din 1975: „Vișina” (reluată de pe compilația Cântece interzise/Cenzurat), „Bocet la fiică” și „Cocoșii negri” (extrase din proiectul Cantafabule remix).

## Piese
Fața A:
1. Negru Vodă Cei ce ne-au dat nume (1972)
2. Andrii Popa Mugur de fluier (1974)
3. Meșterul Manole Meșterul Manole (1973)
4. Scara scarabeului Cantofabule (1975)

Fața B:
1. Mugur de fluier Mugur de fluier (1974)
2. Anule, hanule Mugur de fluier (1974)
3. Păpărugă Cei ce ne-au dat nume (1972)
4. Dansul codrilor Mugur de fluier (1974)
5. Iarna Cei ce ne-au dat nume (1972)
6. Jocul caprelor Cei ce ne-au dat nume (1972)
7. Vasiliscul și Aspida Cantofabule (1975)